# Larenberg
Larenberg is een landgoed, gelegen aan de Naarderstraat 82 in het Noord-Hollandse Laren.
Behalve het landhuis met de daarbijhorende koetshuis, hebben diverse objecten de status van rijksmonument.
Larenberg ligt ingeklemd tussen de Leemzeulder en de Naarderstraat. Het ligt op een heuvel geheten Laarderhoogt, het landgoed glooit hier geleidelijk naar het oude centrum van Laren toe, met vroeger mooie vergezichten.
Het landgoed telt ruim 24 hectare grond, dat in 1833 door de Amsterdamse advocaat Cornelis Backer werd gekocht. Backer vormde de woeste gronden om tot een landgoed met allure. De beroemde landschapsarchitect J.D. Zocher jr. was de waarschijnlijke architect van het landhuis op het landgoed. 

## Bijbehorende monumenten
- Monumentnummer 511262, Historische Tuin- en Parkaanleg
- Monumentnummer 511263, Voormalige Paardenstal/Koetshuis
- Monumentnummer 511264, Hekpijlers
- Monumentnummer 511265, Theehuis
- Monumentnummer 511266, Dienstwoning
- Monumentnummer 511267, Moestuinmuur
- Monumentnummer 511268, Verwarmde kas
- Monumentnummer 511269, Bakstenen schuur, Oranjerie

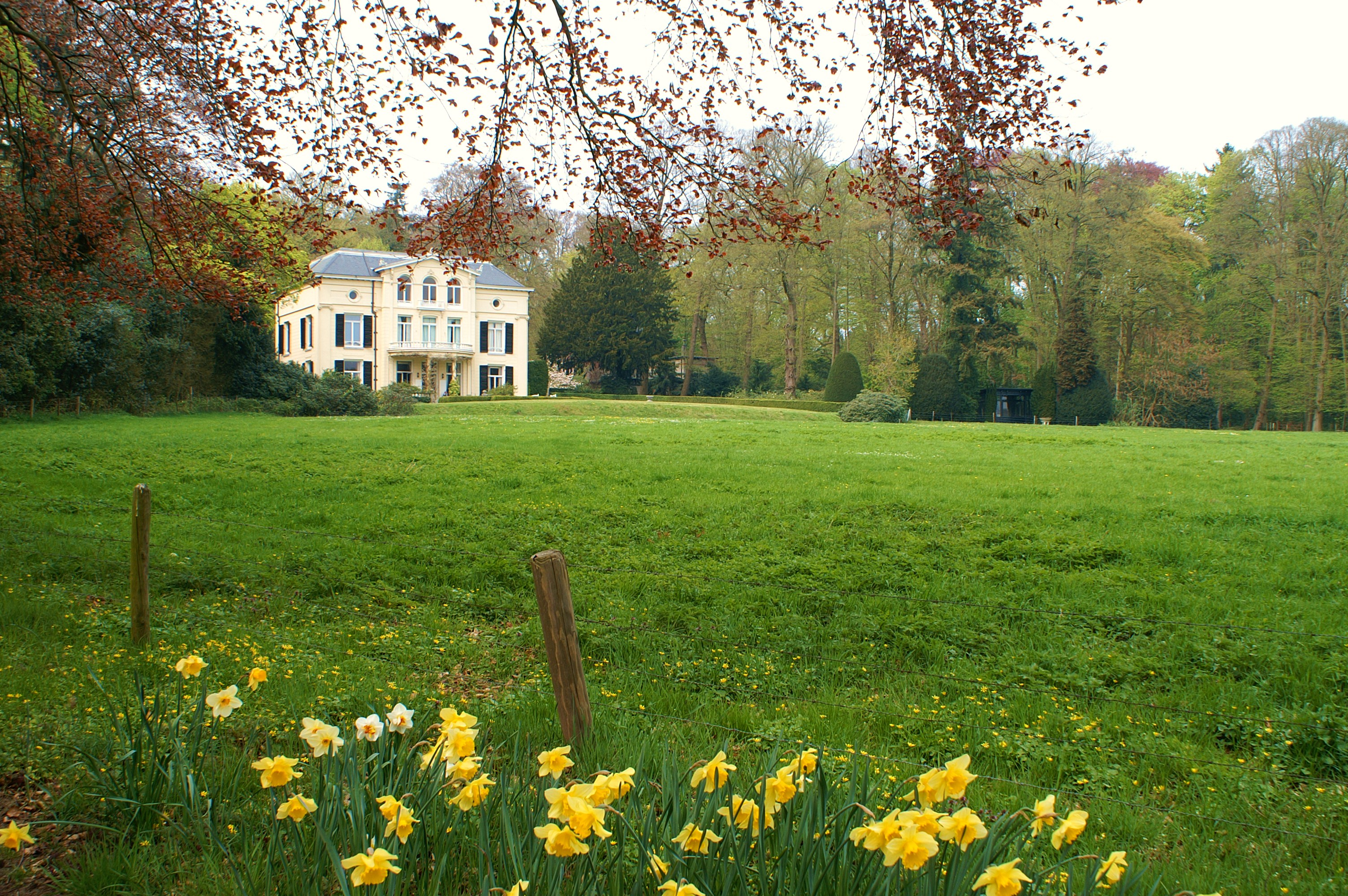
Larenberg - Laren
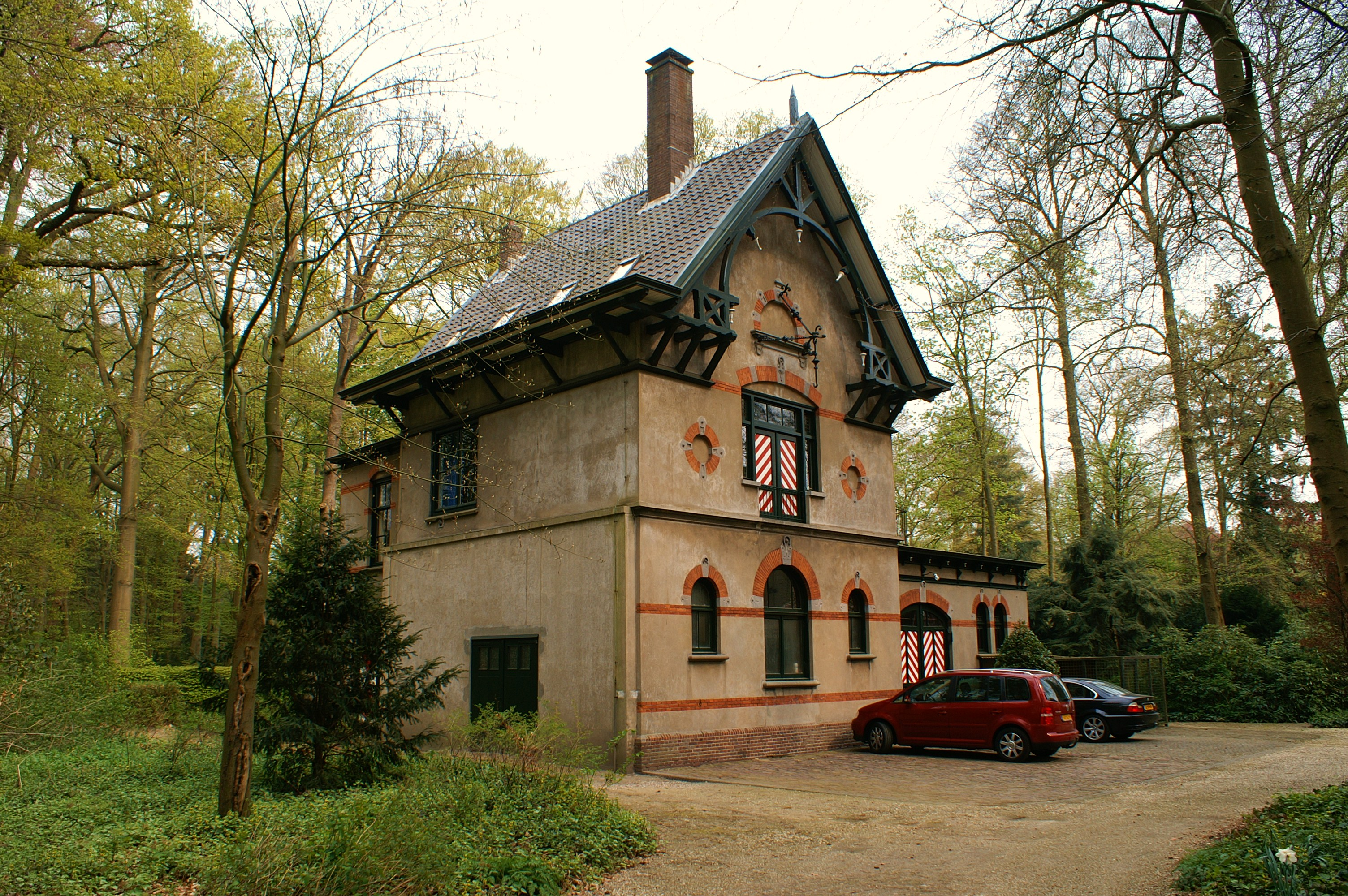
Larenberg - Koetshuis
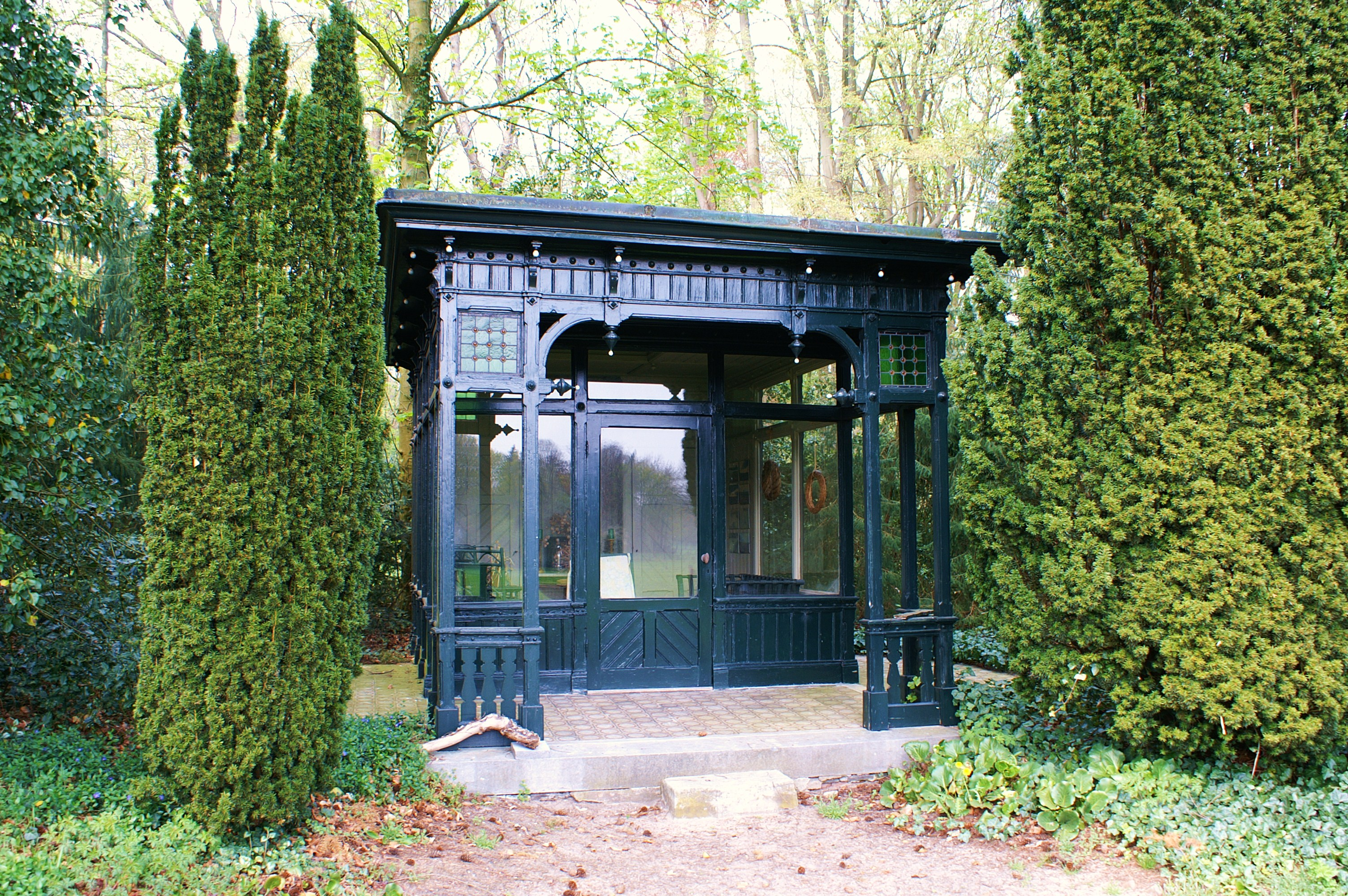
Larenberg - Theehuis
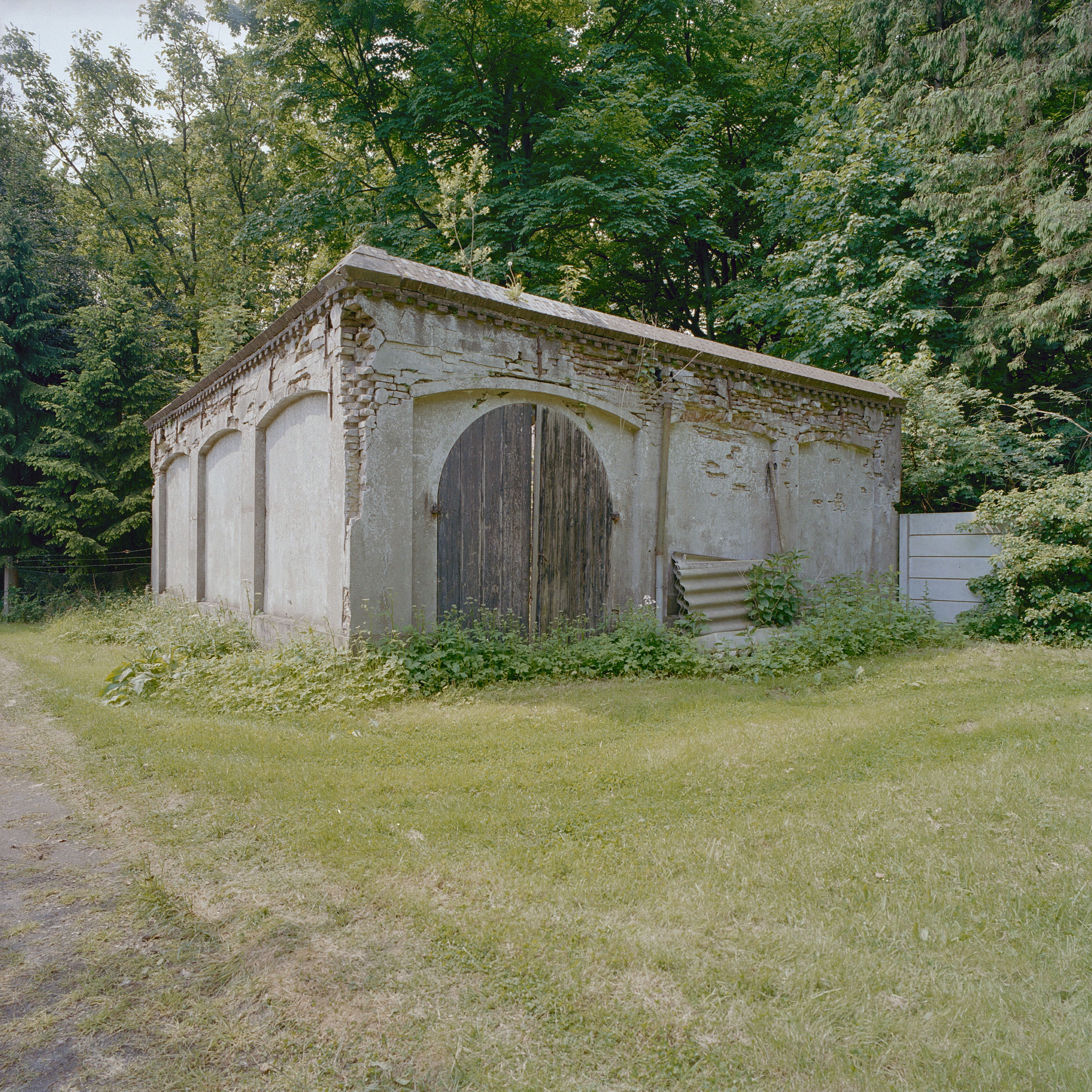
Larenberg - Oranjerie
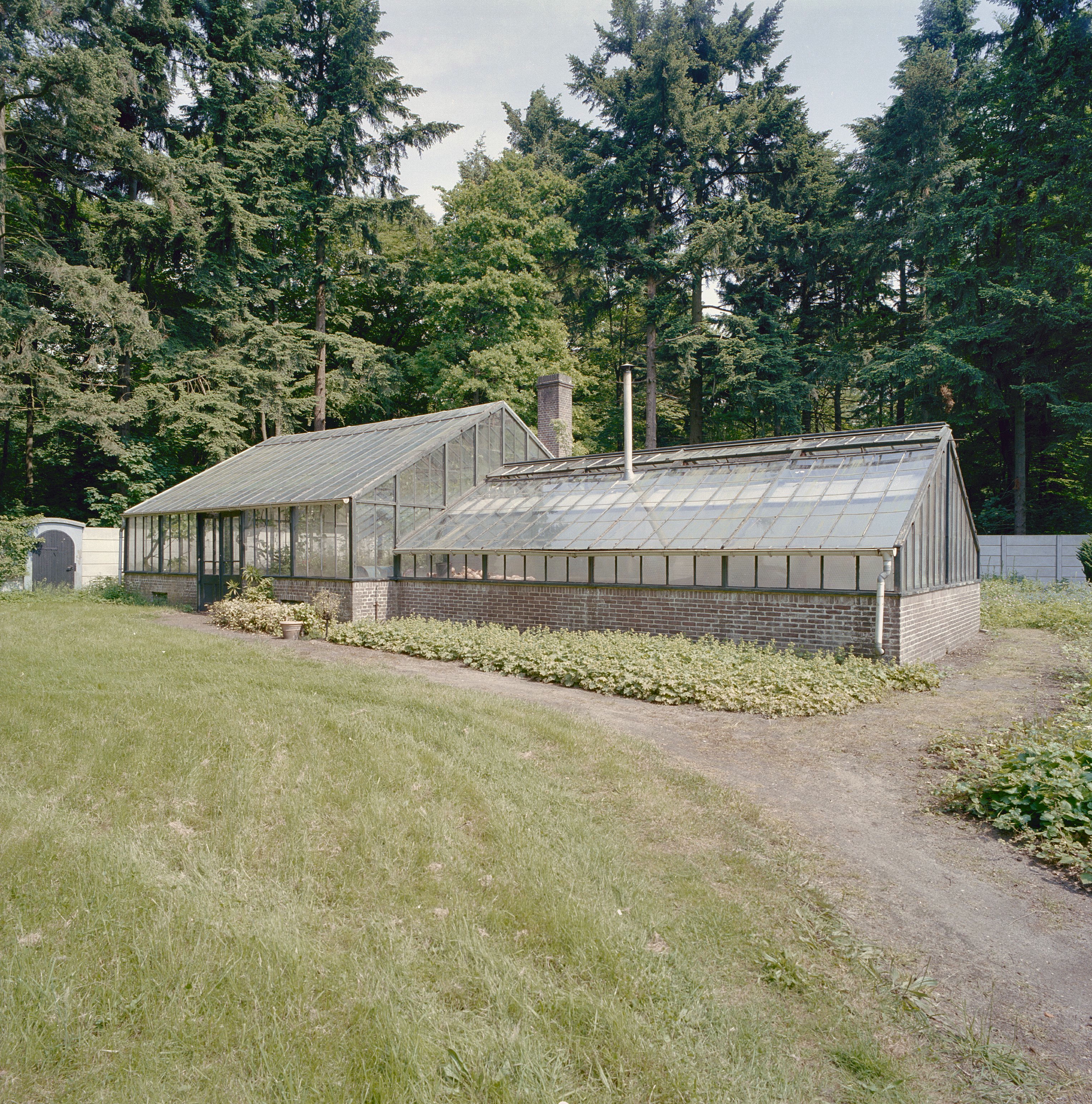
Larenberg - Overzicht van samengestelde kas
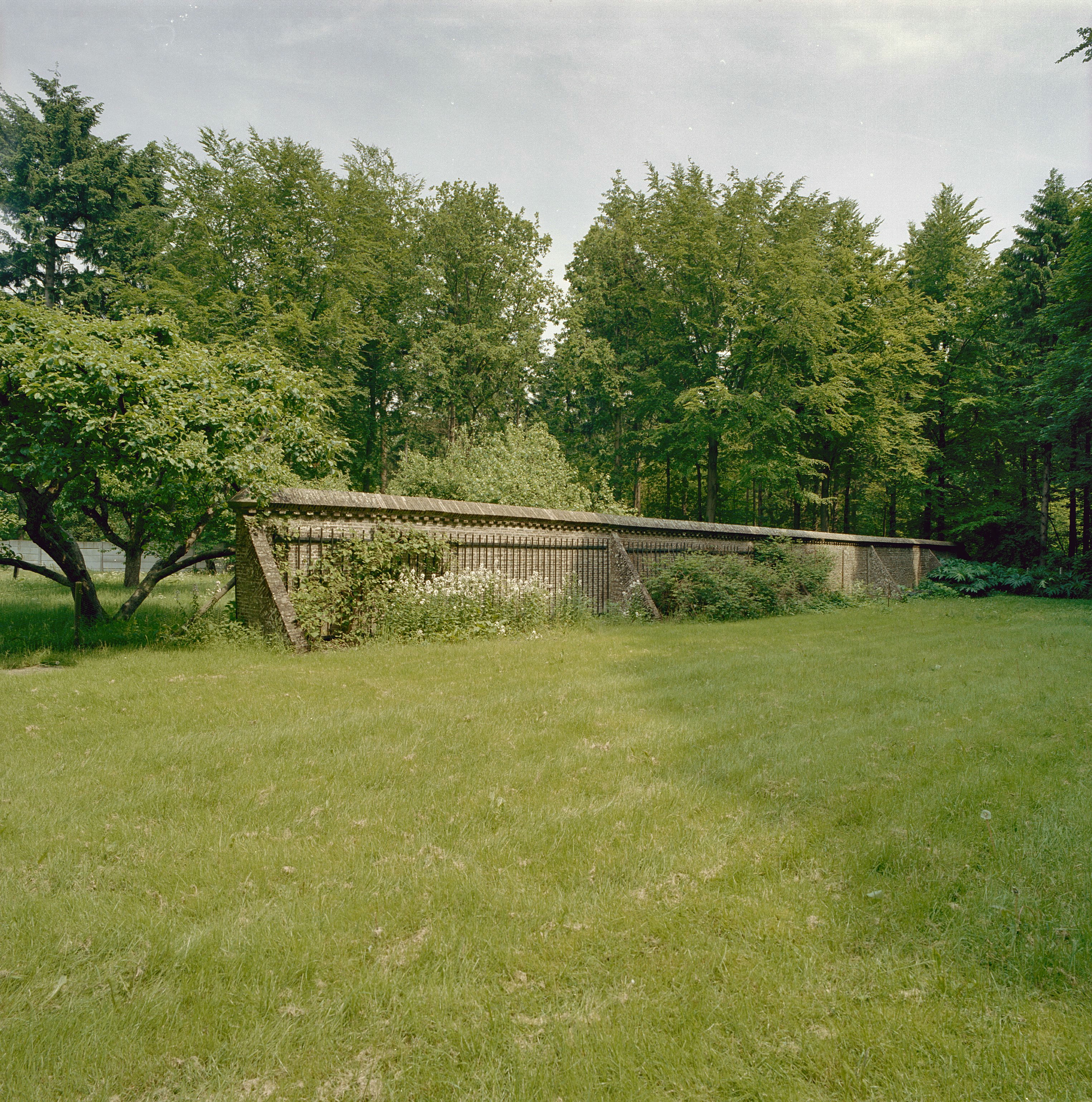
Larenberg - Moestuinmuur